# Parkdeck Stauffacherquai
Das Parkdeck Stauffacherquai war ein offenes Parkdeck in Zürich über der Sihl, das 1969 als Provisorium gebaut und 2004 abgebrochen wurde. Das Parkdeck wurde vor den City Parkhaus AG betrieben, die auch die Betreiberin des 2004 eröffneten unterirdischen Parkhauses City Parking an der Gessnerallee ist. 

## Geschichte
Mit dem Bau des Zürcher Expressstrassen-Y waren im Raum der Sihl drei Grossparkhäuser mit insgesamt 10'000 bis 15'000 Parkplätze vorgesehen, welche direkt von der Expressstrasse entlang der Sihl erreichbar gewesen wären. Auf Initiative der City Vereinigung Zürich wurden Ende der 1960er Jahre die Provisorien Parkdeck Gessnerallee und Parkdeck Stauffacherquai geschaffen, welche die Parkplatznot bis zur Erstellung der Grossparkhäuser überbrücken sollten. Die Bewilligung der Anlagen war anfänglich nur auf fünf Jahre bis 1975 befristet, wurde aber mehrmals verlängert, zumal die Expressstrasse und die Grossparkhäuser nicht gebaut wurden. Erst mit Eröffnung des Parkhauses Gessnerallee wurden die beiden Parkdecks aufgehoben und 2004 abgebrochen.

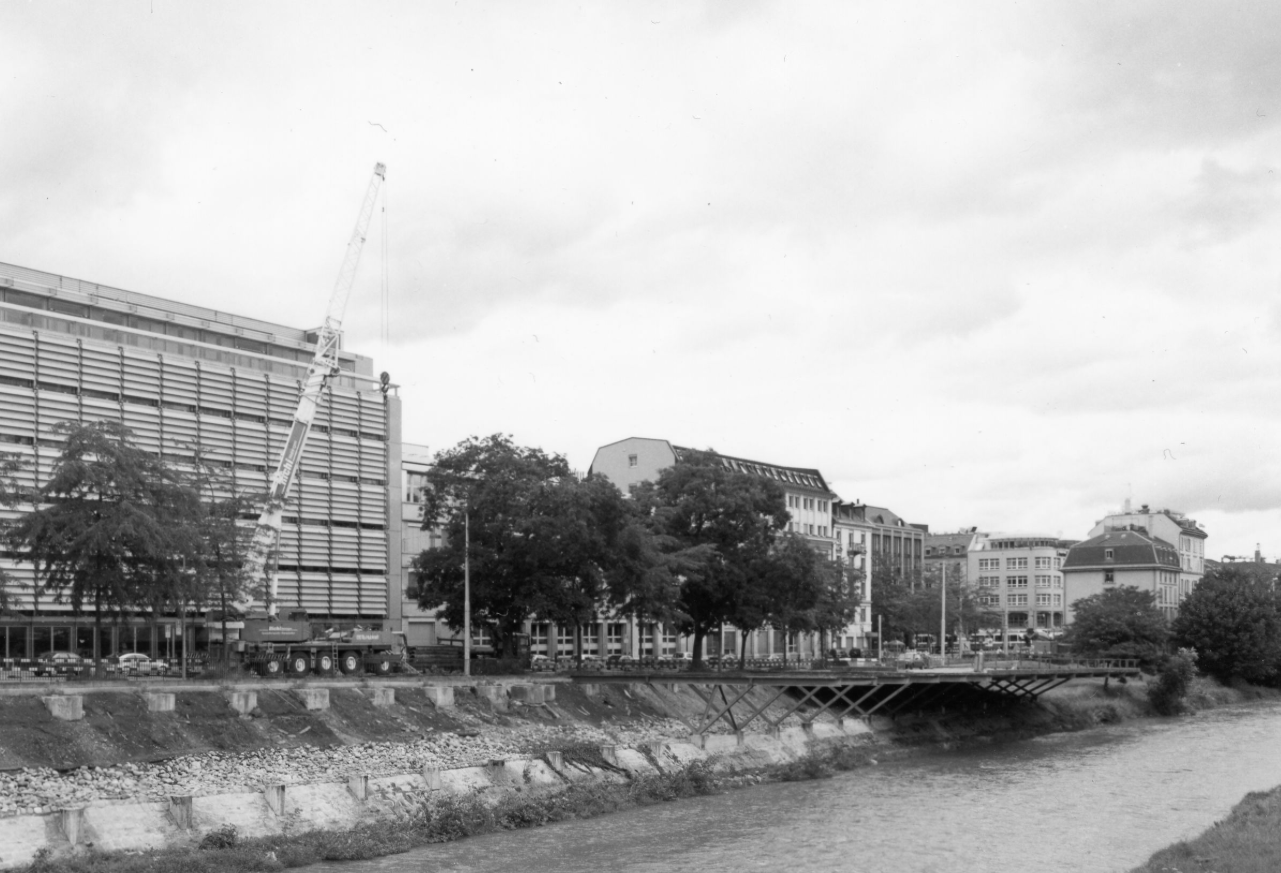
Abbruch des Parkdecks 2004

## Bauwerk
Das Parkdeck am Stauffacherquai lag gegenüber dem Gebäuden der Tamedia zwischen der Stauffacherbrücke und der Sihlbrücke. Er war eine 15 Meter breite und 120 Meter lange Platte für 94 Parkplätze, die auf einem Stahlgerüst als Konsole über die linke Uferböschung der Sihl hinausragte.